# Calliostoma venustum
Calliostoma venustum is een slakkensoort uit de familie van de Calliostomatidae. De wetenschappelijke naam van de soort is voor het eerst geldig gepubliceerd in 1871 door Dunker.